# Parliamo
Parliamo è un singolo del rapper italiano Luchè, pubblicato il 18 giugno 2019 come quarto estratto dall’album Potere.

## Video musicale
Il videoclip, diretto da Fabrizio Conte per Borotalco.tv, è stato caricato sul canale YouTube del rapper il 2 dicembre 2019.

## Tracce
Testi e musiche di Luca Imprudente e Paolo Alberto Monachetti.
1. Parliamo – 3:16

## Classifiche
| Classifica (2019) | Posizione massima |
| ----------------- | ----------------- |
| Italia            | 41                |